# كريستينا شميد
كريستينا شميد هي مصورة سويدية، ولدت في 1972 في السويد.